# Macedończycy
Macedończycy (mac. Македонци, Makedonci) − naród południowosłowiański, zamieszkujący głównie w Macedonii Północnej (1,29 mln osób, tj. 64,2% ludności republiki), a także leżącą w Grecji Macedonię Egejską (według szacunków Greckiego Komitetu Helsińskiego od 10 do 30 tysięcy), bułgarską Macedonię Pirińską (1654 osób), a także południową Albanię (brak wiarygodnych danych). Liczniejsze skupiska na emigracji w Kanadzie (Toronto), Australii (Perth, Sydney, Melbourne) oraz USA.

## Pochodzenie
Macedończycy wywodzą się od plemion słowiańskich, przybyłych do Macedonii na przełomie VI i VII wieku, które zasymilowały także część autochtonicznej ludności iliryjskiej i trackiej. Posługują się językiem macedońskim. Dominującym wyznaniem jest prawosławie.
Istnieją także niewielkie wspólnoty słowiańskojęzycznych muzułmanów oraz ludność słowiańskojęzyczna i liczna ludność greckojęzyczna, w greckiej Macedonii, identyfikująca się jako Macedończycy-Grecy.
Inna teoria stwierdza, że Macedończycy są Bułgarami, którzy przez ideologię macedonizmu, powstałą w drugiej połowie XIX w., wyodrębnili odrębną tożsamość narodową, kulturę, język (który jest jednym z dialektów języka bułgarskiego). Celem macedonizmu było stworzenie odrębnej narodowości słowiańskiej w Macedonii i pozbycie się bułgarskiego pochodzenia etnicznego. Gdy powstała Jugosławia, nowe władze rozpoczęły politykę wycofywania bułgarskiego wpływu w Północnej Macedonii.

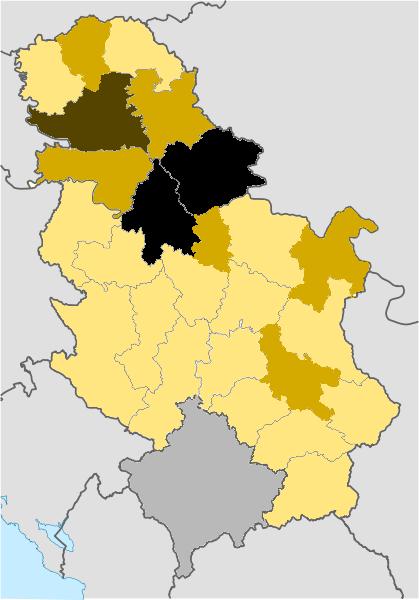
Macedończycy w Serbii (bez Kosowa)
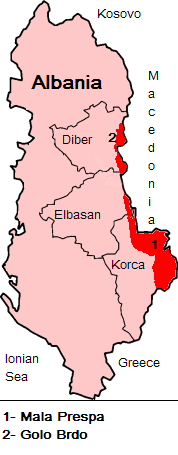
Macedończycy w Albanii
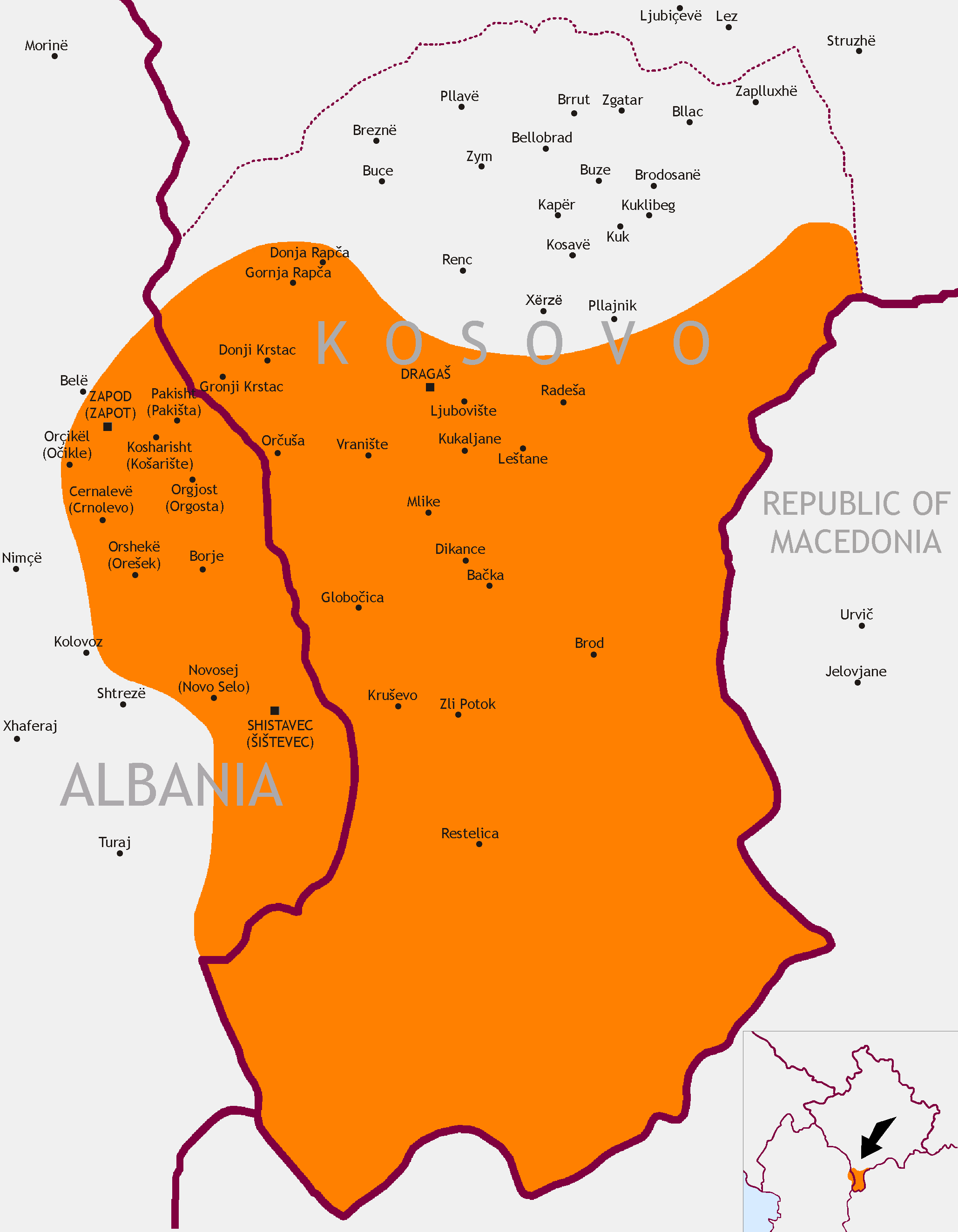
Gorani w Kosowie i Albanii

## Torbesze

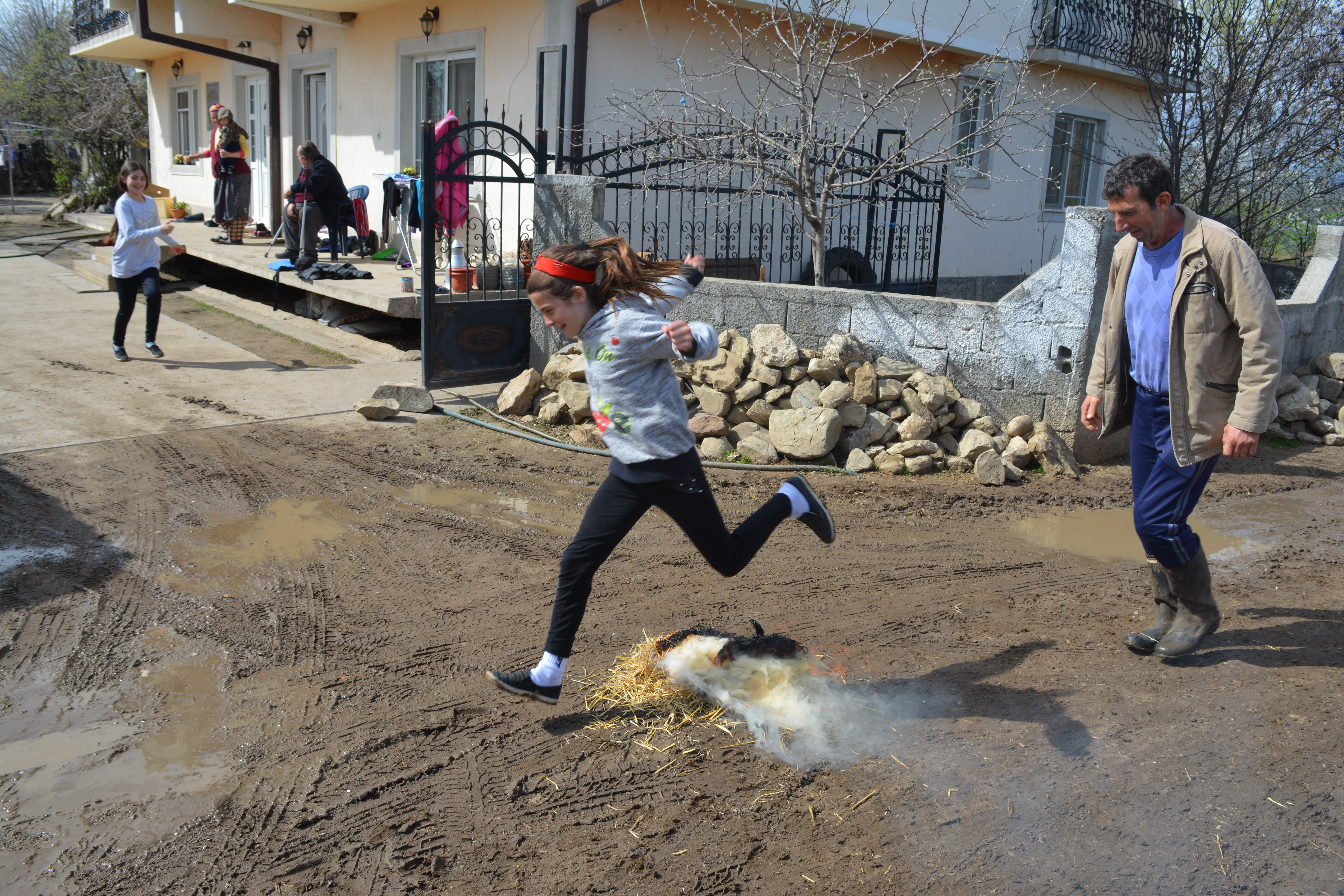
Torbesz skaczący przez ogień w ramach obchodów święta Nowruz

Mała grupa Macedończyków zwana Torbeszami wyznaje islam, z uwagi na słabe poczucie tożsamości narodowej identyfikują się oni głównie jako Turcy lub Albańczycy. Niektórzy uważają się za odrębną grupę etniczną, którą wspiera partia polityczna PEI (Partija za Evropska Idnina), dlatego najbardziej neutralnym określeniem dla tej grupy jest "Macedońskojęzyczni Muzułmanie". 